# Pardachirus morrowi
Pardachirus morrowi es una especie de pez de la familia Soleidae en el orden de los Pleuronectiformes.

## Distribución geográfica
Se encuentran desde las  costas de Kenia hasta las de Sudáfrica.